# Alex Video Spiel TG-621
Alex Video Spiel TG-621 (Video Spiel TG-621) је конзола за игру, производ фирме Alex која је почела да се израђује у Немачкој током 1977. године.
Користила је GI AY-3-8500 (General Instruments) као централни микропроцесор. За напајање је кориштено 6 батерија од по 1,5 волти.

## Детаљни подаци
Детаљнији подаци о конзоли Video Spiel TG-621 су дати у табели испод.
|                       |                                    |
| [ 1 ]                 |                                    |
| Произвођач            |                                    |
| Тип                   | играчка конзола                    |
| Меморија              |                                    |
| Поријекло             | Њемачка                            |
| Година                | 1977                               |
| Тастатура             | 2 одвојива контролера са тастерима |
| Процесор              |                                    |
| Фреквенција процесора |                                    |
| RAM                   |                                    |
| ROM                   |                                    |
| Текст                 |                                    |
| Графика               |                                    |
| Боја                  | црно и бијело                      |
| Звук                  | уграђени мали звучник              |
| Димензије             |                                    |
| Портови               |                                    |
| Оперативни систем     |                                    |